# Ngerulmud
Ngerulmud est un lieu-dit de Melekeok, la capitale des Palaos, un pays d'Océanie situé dans l'océan Pacifique, à l'est des Philippines. Depuis que Melekeok est devenue le 7 octobre 2006 la capitale du pays,,, Ngerulmud accueille le nouveau bâtiment du Capitole,.
Le hameau et les nouveaux bâtiments gouvernementaux se trouvent non loin de la côte, à l'ouest du centre-ville de Melekeok, sur la route qui la relie à l'aéroport international Roman-Tmetuchl et à Koror, l'ancienne capitale et plus grande ville du pays.

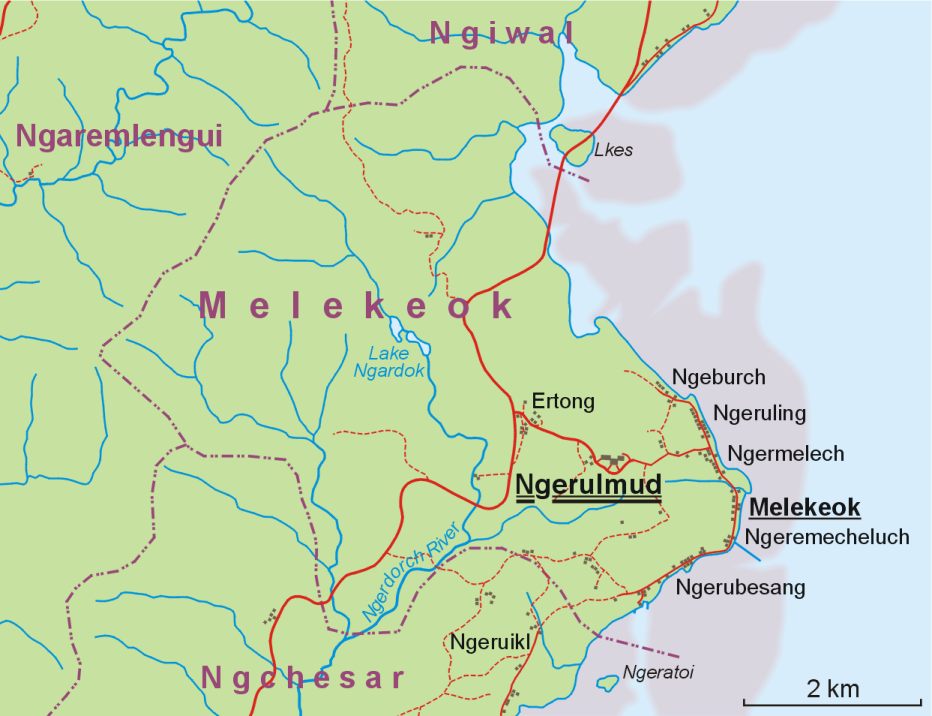
Carte de l'État de Melekeok avec Ngerulmud à l'ouest de la ville de Melekeok.

## Histoire
L'ancienne capitale de Palaos était provisoirement installée à Koror. La constitution du pays ayant été ratifiée en 1979 a conduit la législature du pays, le Congrès national des Palaos (Olbiil era Kelulau) à établir une capitale permanente sur l'île de Babeldaob dans les dix années à partir de la date d'entrée en vigueur de la constitution. La planification de la nouvelle capitale a débuté en 1986, quand un contrat pour la construction du complexe du Capitole de Palaos a été attribué au bureau d'architecture Hawaïen Architectes Hawaï Ltd (AHL), qui avait déjà conçu le complexe du Capitole des États fédérés de Micronésie, situé à Palikir. Le chantier de construction a été lent, comme Palaos manquait d'ingénieurs et d'architectes, et que la plupart des matériaux de construction a dû être importée.
Le chantier du Capitole de Palaos a été interrompu jusqu'au début des années 2000, lorsque Palaos a obtenu un prêt de 20 millions $ de la part de Taiwan dans le cadre des accords visant à renforcer les relations entre les deux pays et d'obtenir l'appui de Palaos au Nations unies en vue de la reconnaissance diplomatique de Taiwan. Le complexe du Capitole de Palaos contient un ensemble de bâtiments séparés pour l'Olbiil era Kelulau, ainsi que pour les affaires des branches judiciaires et exécutives, ils sont reliés via une place centrale ouverte, le coût total du complexe du Capitole de Palaos fut de 45 millions de dollars US, et a été officiellement inauguré le 7 octobre 2006 en présence de plus de 5000 invités. Les représentants du gouvernement de Palaos ont fait déplacer leurs bureaux de Koror à Ngerulmud peu de temps après.
Le Wall Street Journal a rapporté que le bâtiment du Capitole de Palaos comportait 2013 pièces jugées "inadaptée au climat local", ainsi qu'un défaut dans le système de ventilation ayant récemment provoqué une infestation de moisissure dans les locaux. En avril 2013, le bureau de poste de Ngerulmud a été fermé définitivement, dans le cadre des mesures de réduction budgétaire par le maître des Postes, Tommy Sinsak. Le bureau avait été créé en décembre 2011, à la suite d'une résolution du Olbiil era Kelulau, et était l'un des deux seuls dans le pays (l'autre étant à Koror). Au cours de ses 16 mois de fonctionnement, les dépenses avaient dépassé 30 000 dollars US, tandis que les revenus, principalement de timbres, ont été de moins de 2 000 dollars US. Ngerulmud est le seul établissement à Palaos à avoir son propre code postal (96939), le reste du pays utilisant 96940 - le United States Postal Service servit Palaos dans le cadre de l'Accord de libre association avec les États-Unis.

En juillet 2014, Ngerulmud accueillit l'ouverture officielle du 45e Forum des îles du Pacifique. Cependant, la majorité des événements liés au Forum ont eu lieu à Koror, avec la « retraite de chef de file » tenue dans l'état de Peleliu.